# Evan Giltaire
Evan Giltaire, né le 21 novembre 2006 à Senlis, est un pilote automobile français. Sacré champion de France de Formule 4 en 2023 lors de sa première année en monoplace, il est engagé en Formule Régionale Europe par Alpine (FRECA) avec ART Grand Prix depuis le mois d'octobre 2023.

## Biographie

### 2006-2022: jeunesse et ascension en karting
Fils d'un manager d'une équipe de course, Evan Giltaire naît en novembre 2006 à Senlis, et grandit ensuite à Moussy-le-Neuf en région parisienne. Baignant dans le monde de la compétition automobile, il fait ses débuts en karting à l'âge de huit ans, et gagne son premier titre national en 2018 avec la Coupe de France Cadet,. Grâce à ce titre, il se qualifie pour la Finale Mondiale Rotax au Brésil, où il impressionne, menant pendant une grande partie de la course avant d'abandonner sur une casse moteur. Cette performance lui permettra de rejoindre Sodikart en tant que pilote d'usine pour la saison suivante.
Avec Sodikart, il passe dans la catégorie OK-Junior. Il obtient pendant les deux premières années plusieurs « top 10 » au niveau international, avant de passer à la catégorie-reine (OK) en 2021, où il lutte contre des concurrents comme Andrea Kimi Antonelli ou Nikola Tsolov. Il finit ce championnat à la sixième position.
En 2022, Evan Giltaire fait une deuxième saison dans la catégorie OK. Il remporte notamment son premier championnat de France dans la catégorie Senior sur le circuit de Mirecourt. Cinquième du championnat d'Europe, il remporte le titre mondial lors de la Finale Mondiale IAME en catégorie X30 Senior sur le circuit du Mans. En fin d'année, il couronne son année par une victoire à Las Vegas aux SKUSA Supernationals,.

### 2023: débuts en monoplace et premier titre
En octobre 2022, Evan Giltaire fait ses débuts en monoplace en participant au Volant Richard Mille pour gagner une saison gratuite en Formule 4 espagnole avec MP Motorsport. Face à des pilotes ayant déjà testé la F4 avant lui, Evan Giltaire parvient à se classer deuxième de cette compétition. Il rejoint finalement la Formule 4 française pour la saison 2023. Il se montre comme le pilote le plus rapide dès les essais de pré-saison, même face aux pilotes redoublant dans la catégorie. En parallèle de son année de Formule 4, Evan Giltaire effectue également quelques participations en karting et en FunCup, compétition de Volkswagen Beetle, pour notamment s'entraîner aux départs en peloton, à l'embrayage. Il se fait remarquer par sa capacité d'adaptation à changer de voiture et à être performant dès les premiers tours de roues.
Dominateur à Nogaro, Evan Giltaire voit une lutte au titre se dessiner avec le redoublant Enzo Peugeot, quand les deux pilotes s'accrochent à Magny-Cours en luttant pour la victoire et où Giltaire est pénalisé de trente secondes,. Anciens coéquipiers et amis, leur rivalité s'accentue au fil de la saison, notamment à Misano, où Enzo Peugeot triomphe lors de la dernière course, avant de perdre la victoire au profit d'Evan Giltaire pour un dépassement hors des limites de la piste. Finalement, Enzo Peugeot fait appel de cette décision et obtient gain de cause, récupérant la victoire deux mois et demi plus tard, la semaine précédant la finale du championnat.
Malgré un déficit de 28 points de retard au championnat, Evan Giltaire signe les deux pole positions au Paul-Ricard et remporte ensuite les deux victoires lors des courses 1 et 3, lui permettant d'arracher le titre de champion de France de Formule 4 pour quatre unités. Dès le lendemain de son titre, il est annoncé par ART Grand Prix pour disputer les deux dernières manches de la saison 2023 de FRECA, catégorie supérieure, pour préparer la saison 2024.

### 2024: passage en Formule Régionale

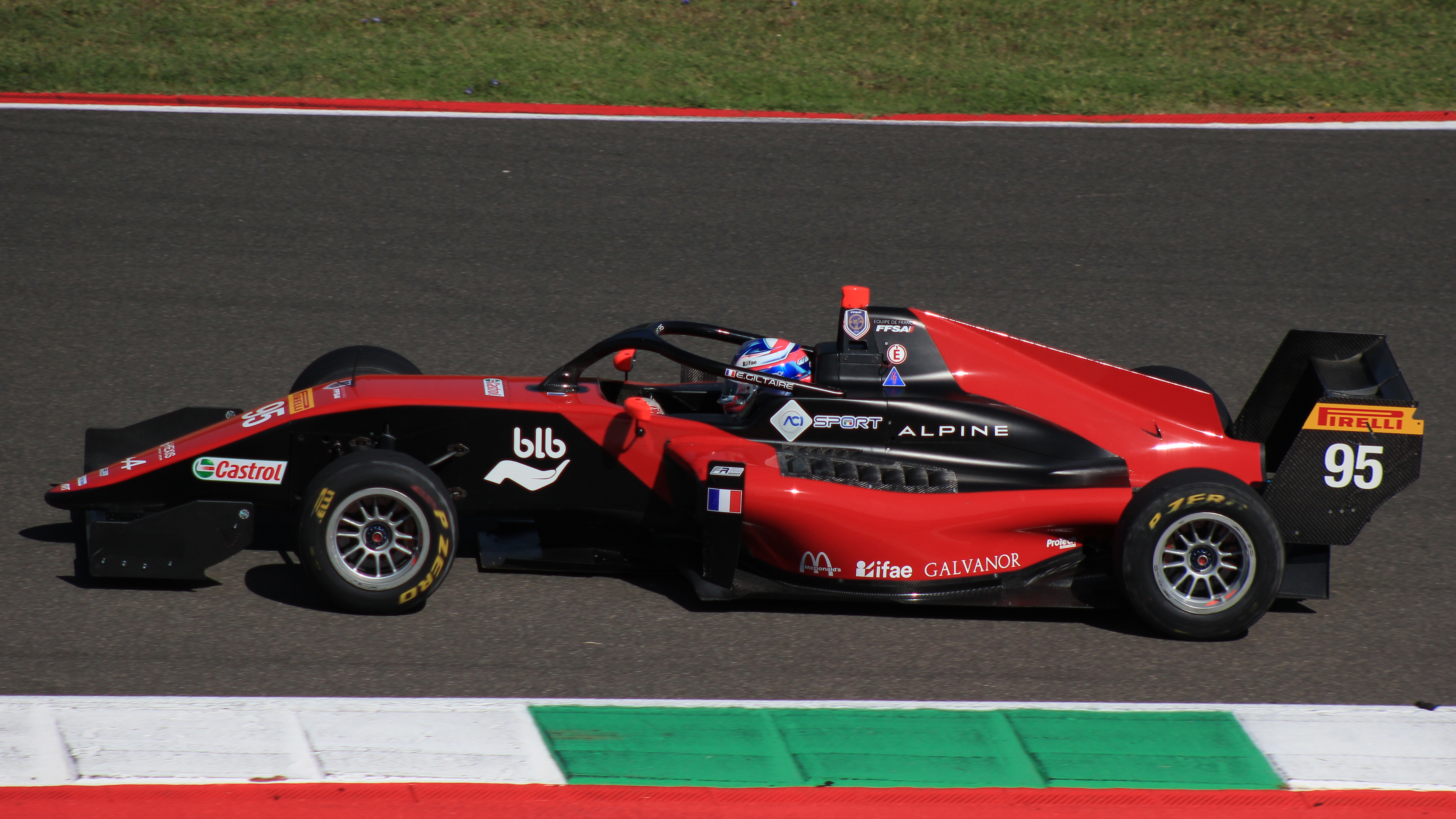
Evan Giltaire en Formule Régionale en 2024 au Mugello.

Après une apparition en tant que pilote invité lors des deux dernière manches de la saison 2023, Giltaire est promu en Formule Régionale Europe chez ART Grand Prix aux côtés d'Alessandro Giusti, de Léna Bühler et de Yaroslav Veselaho. Dès son premier week-end, il impressionne en remportant la victoire en signant le meilleur tour lors de la deuxième course. Il termine ensuite à trois reprises au milieu du top 10 lors des trois week-end suivantes. Lors de la manche du Castellet, il termine huitième de la première course du samedi puis quatrième de la deuxième course du dimanche. Au Red Bull Ring, il monte sur son deuxième podium de la saison avec une deuxième place lors de la première course.

## Résultats

### Palmarès en karting
- Vainqueur de la Coupe de France Cadet en 2018
- Champion de France Senior en 2022
- 3e des IAME Euro Series X30 Senior en 2022
- Vainqueur de la Finale Mondiale IAME X30 Senior en 2022
- Vainqueur des SKUSA Supernationals XXV de Las Vegas en 2022

### Résultats en formules de promotion
| Saison | Championnat                         | Écurie         | Courses | Victoires | Pole positions | Meilleurs tours | Podiums | Points inscrits | Classement         |
| ------ | ----------------------------------- | -------------- | ------- | --------- | -------------- | --------------- | ------- | --------------- | ------------------ |
| 2023   | Championnat de France de Formule 4  | FFSA Academy   | 21      | 6         | 8              | 8               | 13      | 317             | Champion           |
| 2023   | Formule Régionale Europe            | ART Grand Prix | 4       | 0         | 0              | 0               | 0       | 0               | NC (pilote invité) |
| 2024   | Formule Régionale Europe            | ART Grand Prix | 20      | 1         | 0              | 1               | 2       | 97              | 7e                 |
| 2024   | Coupe du monde de Formule Régionale | ART Grand Prix | 2       | 0         | 0              | 0               | 0       | N/A             | Abandon            |
| 2025   | Formule Régionale Moyen-Orient      | ART Grand Prix | 15      | 3         | 5              | 2               | 8       | 264             | Champion           |
| 2025   | Formule Régionale Europe            | ART Grand Prix | 12      | 1         | 1              | 0               | 2       | 99              | 6e                 |